# Pic de l'Hortell
Pic de l'Hortell är en bergstopp i Andorra. Den ligger i parroquian Ordino, i den nordvästra delen av landet. Toppen på Pic de l'Hortell är 2 562 meter över havet.
Den högsta punkten i närheten är Pic d'Arcalís, 2 734 meter över havet, 1,5 kilometer väster om Pic de l'Hortell.
I trakten runt Pic de l'Hortell förekommer i huvudsak kala bergstoppar och gräsmarker.